# Porphyrinia ernesti
Porphyrinia ernesti là một loài bướm đêm trong họ Noctuidae.